# Kirramyces epicoccoides
Kirramyces epicoccoides är en svampart som först beskrevs av Cooke & Massee, och fick sitt nu gällande namn av J. Walker, B. Sutton & Pascoe 1992. Kirramyces epicoccoides ingår i släktet Kirramyces och familjen Mycosphaerellaceae.   Inga underarter finns listade i Catalogue of Life.